# Демешки (Смоленская область)
Демешки — бывшая деревня в Починковском районе Смоленской области России.
Располагалась в центральной части области в 5 км к югу от Починка, в 3 км восточнее автодороги А141 Орёл — Витебск, на берегу реки Хмара. В 2 км юго-восточнее деревни находилась железнодорожная станция Энгельгардтовская на линии Смоленск — Рославль.

## История
В годы Великой Отечественной войны деревня была оккупирована гитлеровскими войсками в июле 1941 года, освобождена в сентябре 1943 года.
С 28 декабря 2004 года входила в состав Шаталовского сельского поселения.
Деревня Демешки упразднена законом Смоленской области 26 ноября 2009 года.